# Cinca Medio
La Cinca Medio est une comarque de la Province de Huesca, en communauté autonome d'Aragon (Espagne). Elle tire son nom dut fait qu'elle se situe au niveau médian du cours d'eau nommé Cinca.

## Géographie
Les comarques limitrophes:
- Nord-est - Somontano de Barbastro
- Est – La Litera
- Sud – Bajo Cinca
- Sud-ouest - Monegros
- Ouest – Somontano de Barbastro

## Communes
Albalate de Cinca, Alcolea de Cinca, Alfántega, Almunia de San Juan, Binaced, Fonz, Monzón, Pueyo de Santa Cruz, San Miguel del Cinca